# Tagulaglasögonfågel
Tagulaglasögonfågel (Zosterops meeki) är en fågel i familjen glasögonfåglar inom ordningen tättingar.

## Utbredning
Fågeln förekommer i höglänta områden på Vanatinai (Louisiaderna). Okänd.

## Status
IUCN placerar arten i kategorin nära hotad.

## Namn
Fågelns vetenskapliga artnamn hedrar Albert Stewart Meek (1871-1943), engelsk upptäcktsresande och samlare verksam på New Guinea samt i Melanesien och Australien.